# 4591 Bryantsev
4591 Bryantsev је астероид главног астероидног појаса са средњом удаљеношћу од Сунца која износи 2,454 астрономских јединица (АЈ).
Апсолутна магнитуда астероида је 13,8.